# Mermessus taibo
Mermessus taibo är en spindelart som först beskrevs av Chamberlin och Ivie 1933.  Mermessus taibo ingår i släktet Mermessus och familjen täckvävarspindlar. Inga underarter finns listade i Catalogue of Life.